# 披耶清薩
披耶清薩（พระยาเชียงสา，Phraya Chiang Sa，1381年？-1437年），本名陶空坎（ท้าวกอนคำ，Thao Kon Kham），是老撾蘭滄王國國王桑森泰的第三子，其母為蘭那國王女兒的婻內溫宋（Nang Noy On Song）。陶空坎初封于芒薩城，故而號稱“披耶清薩”。1435年，披耶清薩於陶尤空去世後，成為蘭滄國王，在位一年半，為老撾貴族害死。

## 生平
披耶清薩，本名陶空坎，是桑森泰王的第三子，其母婻內溫宋是桑森泰的第二王后，原先是蘭那國王的女兒。大約在1381年，陶空坎出生，比蘭琴登小兩歲。陶空坎的封地是芒薩城，故而號稱“披耶清薩”。

1435年秋季，陶尤空去世後，蘭琴登的其餘三個兒子尚且年幼，於是老撾貴族們遂擁立桑森泰第三子披耶清薩為新的國王。

越南文獻《大越史記全書》中提到1435年秋七月：“哀牢又反，攻遠忙。其杻蛮擊之，獲人口十三馘九級來献。”披耶琴薩即位後，改變了對越態度。
大約在1437年夏季，披耶清薩統治一年半後去世。據說，摩訶黛維太后派人將披耶清薩殺死於科化（Khok Heua）。他死之後，桑森泰的另外一個兒子披耶巴被立為新的國王。